# Коса црна
Коса црна је осми албум певачице Мире Шкорић, објављен 1997. године у издању дискографских кућа: ПГП РТС, Lucky Sound и Vujin Trade Line AG.

## Песме на албуму
| Бр. | Песма               | Музика               | Текст            | Аранжман             |
| --- | ------------------- | -------------------- | ---------------- | -------------------- |
| 1.  | Коса црна           | Александар Радуловић | Марина Туцаковић | Александар Радуловић |
| 2.  | Маријо дево         | Бранислав Самарџић   | Весна Петковић   | Енџи Маврић          |
| 3.  | Бићу неком добра ја | Зоран Матић          | Зоран Матић      | Зоран Тутуновић      |
| 4.  | Јужна пруга         | Бранислав Самарџић   | Весна Петковић   | Енџи Маврић          |
| 5.  | Реци, срећо         | Александар Радуловић | Марина Туцаковић | Александар Радуловић |
| 6.  | Утеха               | Зоран Младеновић     | Зоран Младеновић | Млађа Милосављевић   |
| 7.  | Забава              | Александар Радуловић | Марина Туцаковић | Александар Радуловић |
| 8.  | Одлази              | Бранислав Самарџић   | Весна Петковић   | Зоран Тутуновић      |
| 9.  | Птице               | Бранислав Самарџић   | Весна Петковић   | Енџи Маврић          |
| 10. | Нек' те ноге носе   | Зоран Матић          | Зоран Матић      | Зоран Тутуновић      |
| 11. | Варао ме је         | Зоран Младеновић     | Зоран Младеновић | Млађа Милосављевић   |

## Информације о албуму
- Снимано: студио Lucky Sound јануар/фебруар 1997.
- Тон-мајстори: Драган Вукићевић Вукша, Раде Ерцеговац
- Фотографије: Дејан Милићевић
- Дизајн: Горан Станић

## Спотови
- Коса црна
- Јужна пруга
- Забава
- Варао ме је